# Robert Ljunglöf

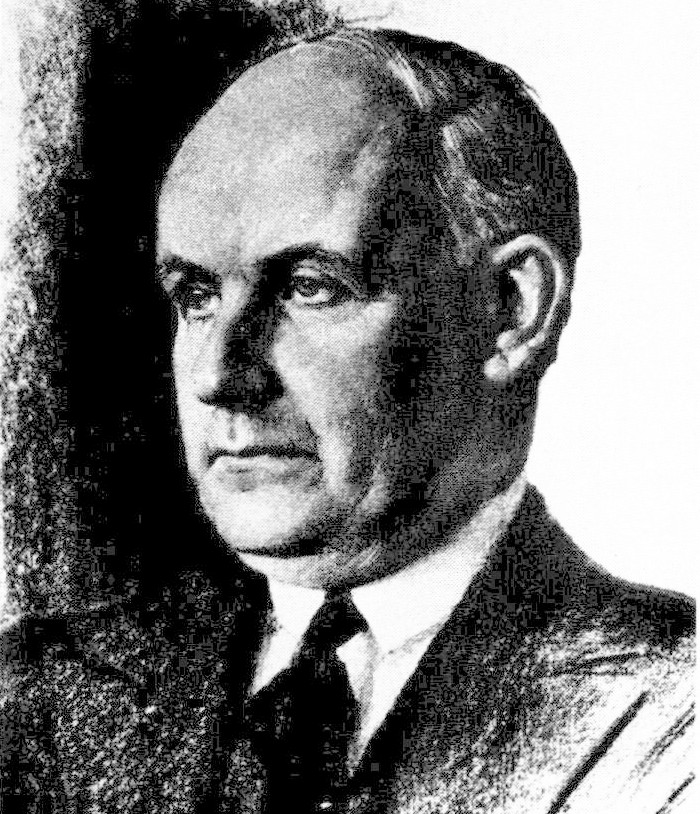
Robert Ljunglöf.

Knut Robert Ljunglöf, född 19 augusti 1885 i Stockholm, död 9 februari 1950 i Rö församling, Norrtälje kommun, var en svensk företagare.
Robert Ljunglöf var son till Knut Ljunglöf och Hulda Broman. Han avlade mogenhetsex vid Beskowska skolan i Stockholm 1905, avgångsexamen från krigsskolan på Karlberg 1908 och blev reservofficer med graden underlöjtnant i Livgardet till häst 1908. Hans utbildning fortsatte med studieresor och utbildningar i Tyskland och England under flera år.
Han inträdde 1909 i ledningen för Jac. Fr. Ljunglöfs Tobaksfabriks AB som ägdes av hans far Knut Ljunglöf, kallad Snus-Kungen, och blev delägare där 1912. Sedermera ärvde han bolaget av fadern och drev det som ensam ägare från 1920. Med titeln grosshandlare markerade Ljunglöf livet ut sin ställning som ägare till familjeföretaget.
Efter införandet av tobaksmonopolet fortsatte Ljunglöf som företagare och förvaltare av sin förmögenhet. Hans företag ombildades och bibehöll stora intressen utanför tobakshanteringen som redan var etablerade. Verksamheten breddades avsevärt efter att den erhållit ersättning från staten i samband med övertagandet av snusproduktionen.
Han satt bland annat som styrelseordförande för Stora Kopparbergs Bergslags AB,  Livförsäkrings-ab Thule, Rederi AB Transatlantic och Stockholms Enskilda Bank. Han var styrelseledamot i Liljeholmens stearinfabriks AB från 1928 och styrelseordförande där från 1945 samt styrelseledamot i Investor från 1944. Han var styrelseordförande för Svenska institutet för kulturellt utbyte med utlandet 1945–1948. Efter ett långvarigt samarbete och i samband med att storbyggmästaren Olle Engkvist bolagiserade sin byggnadsverksamhet ingick Ljunglöf i styrelsen för Olle Engkvist Byggnads AB från 1945.
Ett uppmärksammat samarbete med Livförsäkrings-ab Thule dess VD Ragnar Blomqvist och Olle Engkvist var uppförandet av  Thulehuset, det nya kontorshuset vid Sveavägen i Stockholm, senare Skandias huvudkontor. Den centralt belägna tomten, där det Ljunglöfska fabrikskomplexet hade byggts, ägdes fortfarande av Ljunglöf och såldes till Thule. Det resulterade i Sveriges största kontorskomplex vid den tiden. I samband med rivningen flyttades möbler och inredning från Ljunglöfs privatbostad och bildade den Ljunglöfska salongen som nu finns i Medborgarhuset på Södermalm i Stockholm.
Från 1941 och fram till sin död var han bosatt på egendomen Beateberg i Norrtälje kommun. Ljunglöf var gift första gången 1924 med Emma Westervelt (1868–1939) i hennes 2:a gifte och andra gången 1941 med Hanna von Bergen (1887–1974) i hennes 2:a gifte. Ljunglöf är begravd på Norra begravningsplatsen utanför Stockholm.